# Julia Faye
Julia Faye (ur. 24 września 1893, zm. 6 kwietnia 1966) – amerykańska aktorka filmowa.

## Filmografia
- 1915: Don Quixote
- 1917: A Roadside Impresario jako Adelaide Vandergrift
- 1919: Nie zmieniaj męża jako Nanette
- 1923: Dziesięć przykazań jako żona faraona
- 1929: Dynamit jako Marcia Towne
- 1931: Mąż Indianki jako Mrs. Jones
- 1942: Zdradzieckie skały jako Dama z Charleston
- 1950: Poza prawem jako Jensen
- 1956: Dziesięcioro przykazań jako Elisheba
- 1958: Korsarz jako wdowa przy sprzedaży

## Wyróżnienia
Posiada swoją gwiazdę na Hollywoodzkiej Alei Gwiazd.